# Die Kette an deinem Hals
Die Kette an deinem Hals – Aufzeichnungen eines zornigen jungen Mädchens aus Mitteldeutschland ist ein Roman von Ute Erb, der 1960 erstmals in der Europäischen Verlagsanstalt erschien und einige Monate im Leben einer jungen Funktionärin der FDJ in der DDR Mitte der 1950er Jahre bis zu ihrer  Flucht aus der DDR  schildert.
Dieser Entwicklungsroman ist eine Autobiographie der Autorin, die in der Art eines Gesellschaftsromans die gesellschaftlichen Verhältnisse schildert.

## Ort und Zeit
Der Roman spielt 1956 in einer mitteldeutschen Stadt in der DDR (gemeint ist Halle).
Chruschtschow, der nach Stalins Tod (1953) den Kampf um die Macht im Kreml für sich entschieden hat, leitet mit einem Geheimreferat die Periode der Entstalinisierung ein. Die damit zunächst verbundenen Hoffnungen auf eine gesellschaftliche Liberalisierung erweisen sich jedoch als trügerisch. Der Volksaufstand in Ungarn wird von sowjetischen Truppen gewaltsam niedergeschlagen.
Staatsratsvorsitzender der DDR ist Walter Ulbricht. Die innerdeutsche Grenze ist noch nicht hermetisch abgeriegelt. Die Flucht aus der DDR ist prinzipiell, wenngleich unter gewissen Schwierigkeiten, möglich.

## Inhalt
Der Titel Die Kette an deinem Hals geht zurück auf die Sprüche Salomos: „Mein Kind, gehorche der Zucht deines Vaters und verlaß nicht das Gebot deiner Mutter. Denn solches ist ein schöner Schmuck deinem Haupt und eine Kette an deinem Halse.“ Eine Kette kann in diesem Zusammenhang eine Zierde sein, aber auch die Kehle zuschnüren.
Im Mittelpunkt der Handlung steht die anfangs fünfzehn-, später sechzehnjährige Oberschülerin Gudrun Flach. Sie gehört jener Generation an, die den Zweiten Weltkrieg zwar als sogenanntes Kriegskind, aber nicht mehr bewusst erlebt hat und den historischen Ursprüngen der DDR bereits wesentlich distanzierter gegenübersteht als die Altersklasse der vom antifaschistischen Neuanfang enthusiasmierten Jungkommunisten der frühen Nachkriegsjahre, wie sie etwa von Hermann Kant in seinem Roman Die Aula porträtiert wird.
Gudrun zeichnet sich durch stark ausgeprägten Individualismus und Nonkonformismus aus. Obgleich sie prinzipiell mit dem Sozialismus sympathisiert und sich aktiv in der FDJ engagiert, erlebt sie ihre Umgebung als heuchlerisch, dogmatisch und kleinbürgerlich bis an die Grenze zum Spießertum. Sie sieht sich einer geisttötenden Atmosphäre ausgesetzt, die keinerlei Raum für kleine Fluchten bietet (der Zugang zu modernem, insbesondere westlichem Kulturgut ist kaum möglich, wenn nicht gar verboten), so dass sie zusehends verkümmert. Anders als die anderen vermag sie die Lücke zwischen dem demokratischen Anspruch und der realpolitischen Allmacht einer Partei, die laut Selbstdarstellung (Lied der Partei) „immer recht“ hat, nicht mit Selbstbetrug und Lebenslügen zu schließen.
Im Elternhaus findet sie weder Verständnis noch Rückhalt. Der Vater, Intellektueller und überzeugter Marxist, nimmt sie nicht ernst; die Mutter, einfältig und selbstmitleidig, ist gefangen in alltäglichen Hausfrauensorgen und interessiert sich mehr für nachbarschaftlichen Klatsch als für die Sorgen der Kinder. Die heimische Atmosphäre wirkt, nicht zuletzt durch zermürbende eheliche und geschwisterliche Streitigkeiten, außerordentlich bedrückend.
Die Erwachsenen, insbesondere die Angehörigen der neuen herrschenden Klasse, werden als borniert und abgestumpft empfunden: „Ich halte von den Arbeitern nichts […] Wer heute hier noch Arbeiter ist, mit den Studienmöglichkeiten, der ist dämlich. Außerdem haben sie kein Klassenbewußtsein, sonst ließen sie sich den Ulbricht nicht gefallen.“ Über den Staatsratsvorsitzenden kommt sie zu einem vernichtenden Urteil: „Ich kann ihn einfach nicht leiden, weil er so dumm ist, und weil er schuld ist, daß wir keine moderne Literatur zu lesen kriegen“, und mit Ironie: „Stalin ist sehr bedeutend, schließlich hat er den Kommunismus umgebracht.“
Gudrun verzweifelt nicht zuletzt an ihren Altersgenossen. Fast ausnahmslos sind sie Spiegelbilder der als marionettenhaft und repressiv erlebten Erwachsenenwelt, leblos und eintönig, in Ritualen erstarrt, auf die berufliche Zukunft orientiert, der zuliebe der gesunde Menschenverstand leichtfertig geopfert wird. Bereitwillig übernehmen sie die vom Jugendverband vorgegebenen Parolen, so dümmlich diese auch immer sein mögen, und stellen das eigene Denkvermögen zugunsten der Karriere hintan. Der von Gudrun so geschätzte Individualismus ist einer Gesellschaft hochgradig suspekt, in der „der Staat das Wichtigste und Herrlichste ist, was der Mensch besitzt […]. Wenn Tucholsky in der DDR lebte, säße er längst im Zuchthaus.“ (S. 94)
Unvergleichlich wird diese Haltung karikiert im Klassenkameraden Karl-Heinz, dem biederen Jungfunktionär, der, zu eigenständigen Entschlüssen völlig unfähig, grundsätzlich auf Direktiven der FDJ wartet, bevor er handelt, so dass er geradezu „arterienverkalkt“ wirkt (S. 14), sowie seinem erwachsenen Alter Ego, dem Schuldirektor, dem der Personenkult um Stalin erst auffällt, als die Partei es so will: „‚Man hat das vorher gar nicht so gemerkt.‘“ (S. 29) Nachdem Gudruns Flugblattaktion gegen Ulbricht bereits im Keim gescheitert ist, sieht sie sich in den Möglichkeiten des Protests auf das Entfernen der Achselhaare („extravagant“, „unmoralisch“) und die absichtliche Verunstaltung ihrer Frisur beschränkt (S. 60).

## Einschätzung
Der Roman vermittelt den Eindruck bedrückender Enge. Eindringlich wird spürbar, wie das Mädchen zwischen allen Stühlen sitzt: Die Familie ist lieblos, die Jugend von der dogmatischen Organisation vereinnahmt, die Erwachsenen kümmern sich ausschließlich um ihren Besitz und ihr Ansehen: „Sie lächelten feiertäglich auf ihren gewaschenen Gesichtern und machten einander Ruhe und Glück vor. […] Entsetzlich. Warum tun die so gutangezogen und friedlich? Sie sind es doch gar nicht. Flachgesichtige mit Parteiabzeichen, Spießer. Sie führen ihre neueste Frisur und Garderobe spazieren. Dieses Volk baut den Sozialismus, diese ungerührten, langweiligen, einförmigen Gestalten haben große Ideale.“ (S. 88)
Das Buch ist durchzogen von der Sehnsucht nach dem Ausbrechen aus der Norm, einem Leben ohne Dogmen und Denkverbote; nach spontanem Handeln jenseits gesellschaftlicher und ökonomischer Effektivität: „Ich will sinnlose Dinge tun! Sie machen mich glücklich.“ (S. 157) Geradezu unerhört im Vergleich zum braven Aktivismus in Hermann Kants Aula wirken der Nonkonformismus der Protagonistin, ihre Distanz zum Kollektiv und nicht zuletzt ihr erklärter Pazifismus selbst für den Fall, dass das sozialistische Vaterland verteidigt werden müsste: „‚Ich würde dafür kein Leben hingeben‘, sagte ich. Es war ihnen unfaßbar, daß ich absolut nicht sterben wollte.“ (S. 73)
Im Ergebnis machen sie diese Eigenschaften für die rigide DDR-Gesellschaft der fünfziger Jahre untragbar – und umgekehrt. So ist es nur konsequent, dass Gudrun keinen anderen Weg sieht, als aus dieser repressiven Atmosphäre ins Rheinland zu fliehen, wo sie Verwandte hat. Doch bereits unmittelbar nach dem illegalen Grenzübertritt in Berlin muss sie ernüchtert feststellen, dass sie vom Regen in die Traufe gekommen ist: Die Gleichaltrigen gefallen sich in nichtssagenden Anglizismen, berauschen sich am Konsum und oberflächlichen Partys, wissen mit der individuellen Freiheit, die Gudrun so sehr schätzt, nichts anzufangen. Dass sie sich mit den Verhältnissen in der Bundesrepublik Adenauers wird arrangieren können, erscheint hier, am Ende des Romans, mehr als fraglich.

## Autobiographische Elemente
Das Werk besitzt eine starke autobiographische Ausprägung. Nur einige Namen und Orte wurden verändert. Elke Erb erscheint als der ältere Bruder Peter, Köln als Düsseldorf; der Vater ist der marxistische Literaturwissenschaftler Ewald Erb, der namenlose Ort der Handlung ist Halle (Saale).

## Literarische Einordnung
Obgleich sich die Kulissen und historischen Rahmenbedingungen längst geändert haben, wirkt das Aufbegehren der Protagonistin gegen Spießertum, gesellschaftliche Zwänge und Karrierismus noch immer erstaunlich aktuell. Trotz starker autobiographischer Anteile ist der Roman weit mehr als die bloßen „Aufzeichnungen eines zornigen jungen Mädchens aus Mitteldeutschland“, wie es im Zusatz zum Sachtitel heißt. Die brillante Stilistik stellt ihn in eine Reihe mit bedeutender Verwandtschaft: Jerome David Salinger, Ulrich Plenzdorf, Milan Kundera. Frei von Larmoyanz und mit virtuoser Leichtigkeit, Eleganz und Verve lässt Ute Erb ihre gleichaltrige Protagonistin durch das Geschehen spazieren, teils lakonisch und abgeklärt wie eine Erwachsene, teils empfindsam und verletzlich wie ein Kind, wobei sich eine außergewöhnlich scharfe Beobachtungsgabe mit teils hemdsärmeliger, teils poetischer Erzählweise von höchster literarischer Qualität paart. Gewürzt ist der Roman mit jener Kompromisslosigkeit, die von jeher das Vorrecht der Jugend ist. Schnoddrige Passagen (Alltagssprache) wechseln mit eindringlichen Bildern, die ein außergewöhnliches dichterisches Vermögen der jungen Autorin verraten.

## Wirkung, Übersetzungen und Adaption
Bei seinem Erscheinen erreichte das Buch in der Bundesrepublik sehr schnell das, was man heutzutage als Kultstatus bezeichnet. Es wurde in sechs Sprachen übersetzt.
- Niederländisch (von Vic Stalling): Het snoer om je hals. Uitgeverij de Fontein, Utrecht 1961 (Nummer 41 Fontein-Boekerij).
- Dänisch (von Bodil Mammen): Kæder til din Hals – Lænker om din Fod. Gyldendal, Kopenhagen 1962 (Gyldendals Tranebøger, Kopenhagen 1969).
- Schwedisch (von Erik Gamby): Kedjan om din hals – Självbiografisk roman om en arg ung flicka fran Östtyskland. Bokgillets Förlag, Uppsala 1962.
- Spanisch (von Nuria Petit): El collar alrededor de tu cuello. Seix Barral, Barcelona 1962.
- Italienisch (von Alberto Martino): La catena attorno al collo. Feltrinelli, Milano 1962.
- Französisch (von Josée Türk-Meyer und Boris Simon): Une Chaîne pour ton cou. Éditions Gallimard, Paris 1965.

Der NDR produzierte 1964 eine Fernseh-Verfilmung unter der Regie von Claus Peter Witt.
Der Roman hat, von einem Nachdruck im Gütersloher Bertelsmann Lesering 1962 abgesehen, keine Neuauflagen erfahren und ist heute nur noch antiquarisch oder in Bibliotheken erhältlich.